# Pomarzany Fabryczne
Pomarzany Fabryczne – wieś w Polsce położona w województwie wielkopolskim, w powiecie kolskim, w gminie Kłodawa.
W latach 1954-1971 wieś była siedzibą gromady Pomarzany Fabryczne, po jej zniesieniu w gromadzie Kłodawa. W latach 1975–1998 miejscowość administracyjnie należała do województwa konińskiego.
We wsi znajduje się stacja kolejowa Kłodawa.

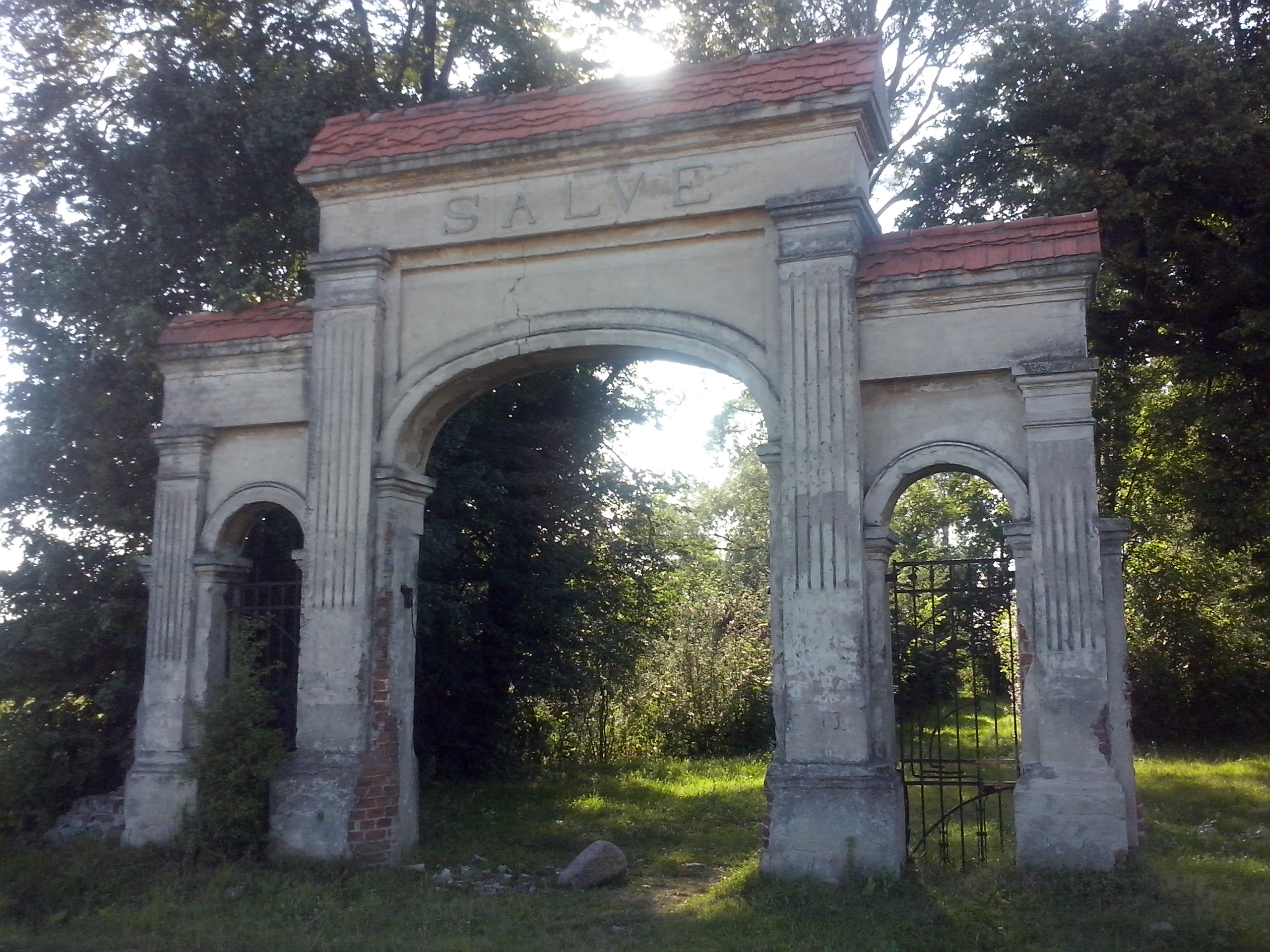
Zabytkowa brama w Pomarzanach Fabrycznych